# Jian Shuo
Jian Shuo (mort el 189 EC) va ser el líder de la facció eunuc en la cort imperial del període tardà de la Dinastia Han Oriental de la història xinesa. Juntament amb Zhang Rang, Jian Shuo finalment es va convertir en un líder dels Deu Assistents, un grup d'eunucs en la cort que mantenien gran influència sobre la cort imperial dels Han. Quan l'Emperador Ling de Han va transir en el 189, Jian Shuo volgué entronitzar al fill jove de l'Emperador Ling, Liu Xie, i matar el germà de l'Emperadriu Vídua He, He Jin (l'oncle del fill major de l'Emperador Ling, Liu Bian). Això no obstant, el complot va ser descobert per He Jin i frustrat. Quan Liu Bian va ascendir al tron com l'Emperador Shao, He Jin va fer arrestar a Jian Shuo i el va fer passar per les armes.